# Plucice
Plucice [pronunciación en polaco: /pluˈt͡ɕitsɛ/] es un pueblo ubicado en el distrito administrativo de Gmina Gorzkowice, dentro del Distrito de Piotrków, Voivodato de Łódź, en Polonia central. Se encuentra aproximadamente a 2 kilómetros al sur de Gorzkowice, a 23 kilómetros al sur de Piotrków Trybunalski, y a 66 kilómetros al sur de la capital regional Łódź.